# Aliabad-e Alu
Aliabad-e Alu (pers. علي ابادالو) – wieś w Iranie, w ostanie Chorasan Północny. W 2006 roku miejscowość liczyła 153 mieszkańców w 43 rodzinach.